# Kanapé (bröd)

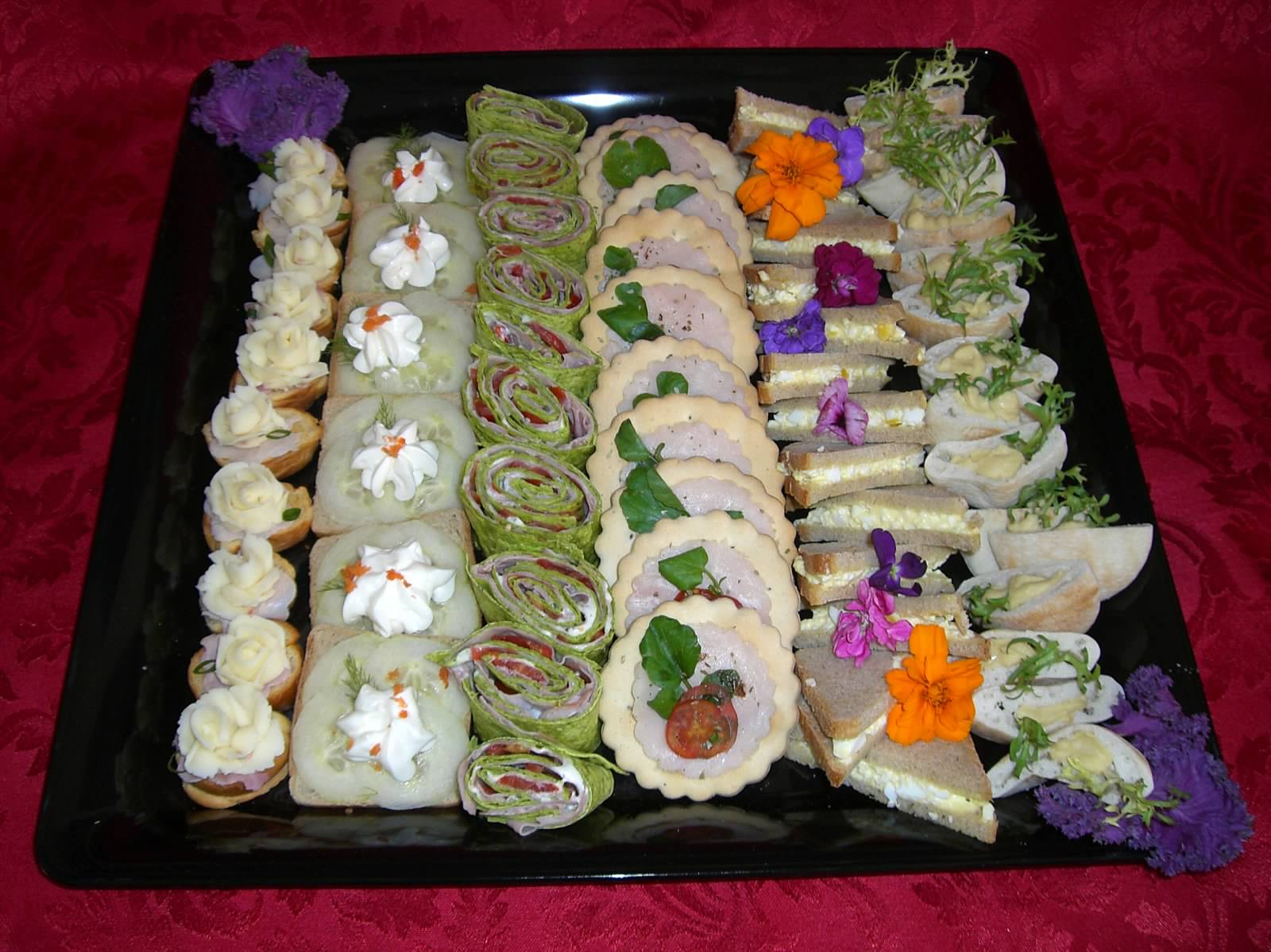
En bricka med kanapéer (smörgåsvarianten).

En kanapé är ett bakverk och avser antingen en smördegsbakelse eller en typ av smörgås. Smördegsbakelsen har ofta formen av ett flerfikigt blad. Smörgåsen är liten, stekt eller rostad med ett pålägg som till exempel rökt lax eller räkor. Kanapéer äts vanligen med fingrarna och serveras som hors d'œuvre, exempelvis som cocktail-tilltugg.
Ordet "kanapé" med betydelsen "liten smörgås" är belagt i svenskan sedan åtminstone 1900 medan kanapé som smördegsbakelse är känt i språket sedan 1837.

## Källhänvisningar
1. ↑  Svenska Akademiens ordböcker (SAOL, SO och SAOB) på Svenska.se: kanapé
2. ↑  ”kanapé - Uppslagsverk - NE.se”. www.ne.se. https://www.ne.se/uppslagsverk/encyklopedi/l%C3%A5ng/kanape-(sm%C3%B6rdegsbakelse). Läst 25 april 2020. [inloggning kan krävas]
3. ↑  ”kanapé - Uppslagsverk - NE.se”. www.ne.se. https://www.ne.se/uppslagsverk/encyklopedi/l%C3%A5ng/kanape-(sm%C3%B6rg%C3%A5s). Läst 25 april 2020. [inloggning kan krävas]
4. ↑  ”kanapé | SO | svenska.se”. https://svenska.se/so/. Läst 25 april 2020.